# Lisbetha Olsdotter
Lisbetha Olsdotter, död 1679 i Stockholm, levde som man under namnet Mats Ersson, tjänstgjorde som dräng och soldat, gifte sig med en kvinna och åtalades för dessa handlingar och dömdes till döden och avrättades.

## Målet
Lisbetha Olsdotter ställdes först inför rätta i Långhundra häradsting. Den 24 oktober 1679 togs målet upp i Svea hovrätt. 

### Bakgrund
Lisbetha Olsdotter anges ha kommit från Tysslinge torp i Östuna socken i Långhundra härad, efter att enligt uppgift ha rymt hemifrån och övergivit sin man och sina två barn. Skälet skulle vara makens stora olåt och hordoms skull. På Huvudsta gård hade Lisbetha Olsdotter blivit övertalad av en soldatänka, Sara, som bodde i Munklagersgränd, att förklä sig till man. Detta hade gjorts för att kunna narra och fixera knektänkan Maria, som var känd för sitt intresse för män. Exakt vad detta innebar och vad som var motivet klargjordes inte. År 1678 hade Lisbetha Olsdotter tagit tjänst som dräng hos länsman Jon Persson i Alby i Botkyrka socken. 
Lisbetha Olsdotters identitet hade dock avslöjats av arbetsgivarens bror, skepparen Erik Persson Arnelii. Med hans hjälp hade Olsdotter sedan tagit värvning som rotesoldat i Uppland, och mottog då 300 daler i rotepengar, av vilka Arnelii fick 26 daler. Olsdotter uppgav sig inför rätten ha tvingats ta värvning under dödshot från Erik Persson Arnelii, samvetsgrant ha närvarat vid alla militärövningar, och vidtagit flera försiktighetsåtgärder under sin tid som soldat, och bland annat genom att simulera urinering stående med hjälp av ett horn. Under namnet Mats Persson gifte sig Olsdotter med pigan Kerstin Ersdotter enligt alla ceremonier som föreskrevs av kyrkan.

### Anklagelsepunkter
Lisbetha Olsdotter anklagades på sex punkter:
1. Att ha övergivit man och barn.
2. Att ha burit manskläder och utgett sig för att vara man.
3. Att ha begått bigami genom att ha gift om sig medan hennes man fortfarande levde.
4. Att vara homosexuell och att ha förlöjligat äktenskapet genom att gifta sig med en person av samma kön.
5. Att ha begått stöld på 300 daler genom att ha fått lön som soldat och spenderat 43 daler av dem.
6. Att ha begått bedrägeri genom att ta ett arbete som hon inte var kompetent för.

### Dom och avrättning
Lisbetha Olsdotter dömdes för tvegifte och brott mot religionsstadgan. I åtalet stod också att Lisbetha Olsdotter var skyldig till att med fullt uppsåt stympat sitt kön, gäckat Gud och Hans ordning och begått bedrägeri mot både myndigheter och sina medkristna. Svea hovrätt anförde i domen att hon hade gjort sig till En abomination inför Gud och att hon hade begått både bedrägeri enligt sekulär lag och brott mot religionsstadgan genom en överträdelse av Guds skapelseordning.
Lisbetha Olsdotter dömdes till döden genom halshuggning med yxa. Myndigheterna specificerade också att hon vid avrättningen skulle vara iklädd manskläder, men med en kvinnlig huvudbonad.  Man utfärdade också en arresteringsorder på soldatänkan Sara och Erik Persson Arnelii som medbrottslingar. Kerstin Ersdotter hävdade inför rätten att hon hade blivit bedragen liksom alla andra, och rätten bedömde henne därför som ett offer för bedrägeri. Eftersom detta mål var så speciellt bestämdes det att det skulle diskuteras i kungliga hovrätten först. Domen befästes den 12 november av Hovrätten. 
Rätten gav order till prästerskapet att göra  Olsdotter medveten om sin synd mot Guds ordning, för att ge en möjlighet att förstå och ångra denna synd före avrättningen. 
Lisbetha Olsdotter halshöggs med yxa på Hötorget i Stockholm.

## Sammanhang och besläktade fall
Från slutet av 1500-talet fram till början 1800-talet är flera fall kända i Sverige av kvinnor som tjänstgjort som soldater utklädda till män, med en topp i början av 1700-talet. Detta var under denna tid ett allvarligt brott belagt med dödsstraff. I maj 1566 blev gårdsknekten Nils Larsson steglad på hjul som förrädare efter att ha skrivit ut pigor till soldater i brist på män, något som ansågs ha kränkt monarkens rykte. 
År 1628 hängdes Glasmästare-Kerstin i Stockholm iklädd stövlar och svärd, det vill säga manskläder, efter att hon låtit värva sig till knekt, och det bör påpekas att hängning vid denna tidpunkt var en avrättningsmetod som då var reserverad för män. 
Karin Hansdotter från Hedemora hade 1631 upptäckts under mönstringen i Stockholm och utmönstrats på det icke hela regementet icke skulle lida hån och spott därav; Rute-Karin från Hedemora fick också ett barn med sin kollega, soldat Sven Orre. Det fanns en samtida medvetenhet om att det kunde finnas förklädda kvinnor i armén: under ett åtal för manlig homosexualitet uppgav till exempel dragonen Jürgen Wiess år 1715 att han hade besvarat korpral Roos närmanden enbart för att han trodde att denne var en förklädd kvinna, eftersom han hade hört att det skulle finnas två förklädda kvinnor bland soldaterna, varav en som var gift med en dragon vid regementet och hade tjänstgjort i fyra års tid.